# Loi relative à la dévolution du nom de famille en France
Lire en ligne

Lire sur Légifrance

La loi relative à la dévolution du nom de famille est une loi française, promulguée sous le gouvernement Raffarin II le 18 juin 2003, disposant qu'un enfant né après le 1er janvier 2005 peut porter soit le nom du père, comme auparavant depuis la loi du 6 fructidor An II, soit le nom de la mère, soit les deux dans l'ordre choisi par eux.

## Enfants nés avant le1erjanvier 2005
La loi n'a pas modifié les règles jusque-là applicables, à savoir que l'enfant porte :
- le nom de son père, lorsque les parents sont mariés ;
- le nom de celui qui a reconnu l'enfant en premier dans les autres cas, ou bien le nom du père si les parents l'ont reconnu en même temps.

Toutefois, il est permis, à titre d'usage, d'ajouter le nom du second parent.

## Enfants nés depuis le1erjanvier 2005
Lorsque la filiation de l'enfant est établie à l'égard des deux parents, ceux-ci peuvent choisir que leur premier enfant portera :
- le nom du père ;
- le nom de la mère ;
- ou leurs deux noms accolés dans l'ordre qu'ils souhaitent.

Le choix se fait par déclaration écrite auprès de l'officier d'état civil du lieu de naissance de l'enfant. Il est irrévocable et s'impose aux enfants que le couple pourrait avoir ensuite. Il n'est donc pas possible que des enfants issus des deux mêmes parents aient des noms différents.
Si les parents ne font pas cette déclaration, l'enfant portera :
- le nom de la mère si le père n'a pas reconnu l'enfant à la naissance ;
- le nom du père si la filiation est établie simultanément à l'égard du père et de la mère.

Dans le premier cas, si le père reconnaît ensuite l'enfant, les deux parents peuvent décider, tant que l'enfant est mineur, de substituer au nom de la mère celui du père ou bien d'y adjoindre le nom du père. Lorsque l'enfant a plus de 13 ans, son consentement est nécessaire.
Si l'un des parents porte un double nom, il doit choisir un de ses deux noms à attribuer à ses enfants.

## En cas de désaccord
Dans la loi initiale, en cas de désaccord entre les parents, l'enfant porte le seul nom du père. Ce point a été modifié par la loi du 17 mai 2013 faisant qu'en cas de désaccord l'enfant porte les noms des deux parents accolés par ordre alphabétique.